# 50 nuances de gras
50 nuances de gras (エルフさんは痩せられない。, Erufu-san wa Yaserarenai, litt. Mme Elfe ne peut pas perdre de poids.) est une série de manga écrite et dessinée par Synecdoche. La série est publiée à ses débuts dans le magazine de prépublication Comic Gum des éditions Wani Books de décembre 2016 à juin 2020 avec la publication de huit volumes tankōbon.
Après l'expiration de la licence avec Wani Books, Synecdoche a autopublié la série d'avril à mai 2021. Il lance une suite Plus-Sized Elf: Second Helping! (新・エルフさんは痩せられない。, Shin Erufu-san wa Yaserarenai, litt. Ms. Elf Can't Lose Weight New) publié dans le magazine de prépublication de manga seinen Dokodemo Young Champion d'Akita Shoten depuis octobre 2021. Trois volumes tankōbon ont été publiés en janvier 2024. Le premier manga est publié sous licence en français par Doki-Doki.
Une adaptation en série télévisée d'animation par le studio Elias est prévue à la diffusion au Japon en juillet 2024.

## Synopsis
Un soir, Tomoatsu Naoe, diététicien, rencontre une nouvelle cliente. Il s'agit d'Elfuda, une elfe qui a pris trop de poids pendant son séjour dans le monde des humains, et qui a besoin de son aide pour perdre des kilos afin de pouvoir traverser le portail vers son monde d'origine. Pendant que Tomoatsu assiste Elfuda à perdre du poids, de nombreux autres êtres fantastique en surpoids vont venir lui demander de l'aide.

## Personnages
Tomoatsu Naoe (直江 友厚, Naoe Tomoatsu)
Voix japonaise : Takahide Ishii
Ostéopathe travaillant au Smiley Boar, un centre de massage. Il est chargé d'établir les traitements et les régimes de ses patients.
Akiho Ino (猪野 明穂, Ino Akiho)
Directrice du Smiley Boar, qui paraît plus jeune que son âge réel ne le laisse supposer. Elle ignore que les clients de Tomoatsu ne sont pas des humains.
Elfuda (絵留札, Erufuda)
Voix japonaise : Ayasa Itō
Elfe d'un autre monde qui a grossi après avoir mangé trop de frites dans le monde des humains. Elle cherche à perdre du poids pour pouvoir passer le portail qui la ramènera chez elle. Bien qu'elle atteigne son objectif au début, son poids fluctue à chaque visite entre les mondes en raison de son irrésistible penchant pour les frites.
Kuroeda (黒枝)
Voix japonaise : Rena Hasegawa
Elfe noire travaillant dans une supérette. Elle est gênée par ses grosses fesses issues par de longues heures passées debout sans faire d'exercice. Comme les elfes et les elfes noirs sont des ennemis naturels dans son univers, elle ne s'entend pas bien avec Elfuda.
Melo (米路, Mero)
Merrow travaillant dans une poissonnerie. Elle peut conserver une forme humaine à l'aide d'un médicament spécial. Elle souffre d'un relâchement des bras dû à un manque de natation en raison de son emploi du temps chargé.
Kusahanada (草花田)
Alrune propriétaire d'un magasin de fleurs. Elle porte normalement une grande fleur sur le dessus de la tête, mais elle est gênée par la croissance rapide de ces fleurs due à une surexposition au soleil. Elle aime jardiner et prendre des bains de soleil.
Olga (男鹿, Oga)
Voix japonaise : Ayaka Fukuhara
Ogre qui a pris un ventre à bière de boire dans le monde des humains à cause de son penchant pour l'alcool. En temps normal, c'est une guerrière féroce, grande et musclée, qui se bat avec une force brute sans utiliser d'armes.
Laika (頼加, Raika)
Lycanthrope qui peut passer de la forme humaine à la forme animale. Elle a pris du poids à cause de la nourriture que les humains lui donnaient, pensant qu'elle était un chien de compagnie. Elle est innocente et amicale mais ne s'entend pas bien avec Elfuda.
Oku (奥)
Orque qui était en surpoids, mais qui a réussi à retrouver une silhouette svelte par ses propres moyens grâce à un régime comprenant de la natation. Cependant, lorsque la piscine a été fermée pour rénovation, elle a repris de l'embonpoint.
Kobo (児穂)
Kobold qui a pris des joues flasques en mangeant trop de bonbons donnés par des enfants en une cour de récréation. Elle aime les objets brillants et faire des farces aux autres.

## Média

### Manga
50 nuances de gras est une série de manga écrite et dessinée par Synecdoche.
La série est publiée en ligne par Wani Books sur leur site Comic Gum du 21 décembre 2016 au 17 juin 2020 jusqu'au quarante-cinquième chapitre,.
Synecdoche annonce par la suite que la licence de Wani Books de la série a expirée et que le manga allait être mis en pause afin de trouver un nouvel éditeur. Les quarante-sixième et quarante-septième chapitre sont publiés respectivement le 30 avril et le 29 mai 2021 sur Twitter durant ce lap de temps.
Le 1er septembre 2021, après avoir révélé qu'Akita Shoten reprendrait l'édition de la série, Synecdoche a mis fin au premier manga et a commencé une suite, Plus-Sized Elf : Second Helping ! qui poursuit l'histoire,.
Les chapitres sont rassemblés dans des volumes tankōbon pour les deux manga.
Huit volumes du manga original ont été publiés du 26 juin 2017 au 18 novembre 2021, Wani Books publiant les volumes 1 à 7 et Akita Shoten le huitième. Les sept premiers volumes ont été réimprimés par Akita Shoten du 20 juin 2022 au 20 février 2023. En janvier 2024, trois volumes de la suite ont été publiés.
Seven Seas Entertainment a acquis la licence pour une publication en anglais en Amérique du Nord le 17 novembre 2017,. Elle acquiert l'autorisation pour la suite le 8 mars 2023.
Doki-Doki acquit la licence pour une publication en français de la série originale sous le titre de 50 nuances de gras, en référence à Cinquante nuances de Grey, le 26 février 2019.

#### Liste des volumes

##### Série originale
| no | Japonais                                                    | Japonais           | Français          | Français          |
| no | Date de sortie                                              | ISBN               | Date de sortie    | ISBN              |
| -- | ----------------------------------------------------------- | ------------------ | ----------------- | ----------------- |
| 1  | 26 juin 2017 (original) 20 juin 2022 (réimpression)         | 978-4-8470-6801-0, | 2 mai 2019        | 978-2-8189-6768-3 |
| 2  | 25 janvier 2018 (original) 20 juillet 2022 (réimpression)   | 978-4-8470-6811-9, | 3 juillet 2019    | 978-2-8189-6839-0 |
| 3  | 25 juillet 2018 (original) 19 août 2022 (réimpression)      | 978-4-8470-6823-2, | 11 septembre 2019 | 978-2-8189-6945-8 |
| 4  | 25 février 2019 (original) 20 septembre 2022 (réimpression) | 978-4-8470-6836-2, | 27 novembre 2019  | 978-2-8189-7557-2 |
| 5  | 24 août 2019 (original) 20 octobre 2022 (réimpression)      | 978-4-8470-6848-5, | 10 juin 2020      | 978-2-8189-7734-7 |
| 6  | 25 mars 2020 (original) 20 janvier 2023 (réimpression)      | 978-4-8470-6853-9, | 4 novembre 2020   | 978-2-8189-7975-4 |
| 7  | 24 octobre 2020 (original) 20 février 2023 (réimpression)   | 978-4-8470-6857-7, | 6 avril 2022      | 978-2-8189-8567-0 |
| 8  | 18 novembre 2021                                            | 978-4-2533-0611-9  | 7 décembre 2022   | 978-2-8189-9770-3 |

##### Suite
| no | Original        | Original          |
| no | Date de sortie  | ISBN              |
| -- | --------------- | ----------------- |
| 1  | 20 juin 2022    | 978-4-2533-0716-1 |
| 2  | 20 février 2023 | 978-4-2533-0717-8 |
| 3  | 18 janvier 2024 | 978-4-2533-0718-5 |

### Anime
Une adaptation en série télévisée animée est annoncée le 15 janvier 2024,
Elle sera produite par Elias, réalisée par Toshikatsu Tokoro et écrite par Yuki Takabayashi; les character designers sont fournis par Katsuyuki Sato avec une musique composée par Cher Watanabe.
La diffusion au Japon doit démarrer en juillet 2024.
| Non. | Titre | Réalisé par       | Écrit par        | Storyboardé par    | Date de diffusion originale |
| --- | --- | ----------------- | ---------------- | ------------------ | --------------------------- |
| 1 | "L'Elfe de la Forêt" Translittération : " Mori no Yōsei " ( japonais :森の妖精)                                                                    | Inconnu           | Inconnu          | Inconnu            | 6 juillet 2024              |
| Tomoatsu Naoe, une employée de la clinique de relaxation Smiley Boar, est chargée de s'occuper de la dernière cliente de la journée, une femme extrêmement obèse du nom d'Elfuda qui souhaite mincir. Alors qu'il lui fait un massage, sa casquette glisse, révélant une paire de longues oreilles pointues l'identifiant comme une elfe. Elfuda est venue d'un autre monde par un portail pour manger des frites de la Terre, qu'elle a appris à apprécier par rapport au régime fade de son propre monde, mais elle est maintenant malheureusement coincée sur Terre car elle doit avoir le même poids qu'à son arrivée pour pouvoir utiliser à nouveau le portail. Forcée de coopérer, Tomoatsu soumet Elfuda à un régime alimentaire et à un programme d'exercices strictement réglementés. Un mois plus tard, Elfuda est redevenue mince. Elle rentre chez elle, mais peu de temps après, Tomoatsu la rencontre à nouveau dans un fast-food, une fois de plus avec une silhouette obèse à cause d'une suralimentation en frites et trop confiante à propos des traitements de perte de poids de la Terre. Dans un dépanneur voisin, une employée se révèle être une elfe noire. | |                   |                  |                    |                             |
| 2 | "L'Elfe Noir et la Belle Fleur" Translittération : " Yami no Yōsei à Uruwashi no Hana " ( japonais :闇の妖精と麗しの花)                            | Toshikatsu Tokoro | Yuki Takabayashi | Toshikatsu Tokoro  | 13 juillet 2024             |
| Tard dans la nuit, Tomoatsu et Elfuda se rencontrent par hasard dans une supérette, où ils achètent tous les deux des collations. Là, ils rencontrent Kuroeda, la caissière et la seule employée du magasin. Elfuda étant une elfe et Kuroeda une elfe noire, les deux femmes sont immédiatement en désaccord, car leurs races sont des ennemies jurées dans leur monde. Ayant appris les résultats antérieurs d'Elfuda avec le régime de perte de poids de Tomoatsu, Kuroeda demande son aide pour l'aider à mincir ses grosses fesses afin qu'elle puisse porter correctement son vêtement spécial qui lui permet d'utiliser la magie. Le lendemain, Tomoatsu rencontre Kusahanada, une Alraune qui dirige un magasin de fleurs et souffre de douleurs à l'épaule à cause d'une grande fleur qui pousse sur sa tête dans le temps ensoleillé continu. Remarquant sa mauvaise posture, il lui donne un corset correcteur pour le dos, ainsi qu'un parapluie pour protéger sa fleur du soleil afin de l'empêcher de pousser de manière incontrôlable. En guise de remerciement, Kusahanada donne à Tomoatsu deux coupons de spa en soirée, mais lui dit de se méfier d'un ogre qui apparaît au sauna la nuit. | |                   |                  |                    |                             |
| 3 | "L'Ogre en sueur et les écailles turquoise" Translittération : " Neppa no Oni à Midori no Uroko " ( japonais :熱波の鬼と緑の鱗)                    | Toshikatsu Tokoro | Yuki Takabayashi | Toshikatsu Tokoro  | 20 juillet 2024             |
| Pour éviter l'ogre dont il a été mis en garde, Tomoatsu donne les coupons de spa du soir qu'il a reçus à Elfuda afin que la sueur du sauna stimule son métabolisme et l'aide à perdre du poids. Aux bains, elle retrouve Kuroeda, et les deux se disputent à nouveau. Ensemble, ils finissent tous les deux par utiliser le sauna du spa, où ils rencontrent Oga, l'ogre susmentionné. Oga leur explique à quel point les ogres comme elle aiment l'alcool, et comment en boire trop lors de sa visite sur Terre lui a donné un ventre de bière. Après sa visite au sauna, Elfuda, accompagnée de Tomoatsu, rencontre Mero, une poissonnière sirène qui peut prendre la forme d'un humain grâce à une potion d'extrait de maca . Comme elle souhaite s'abstenir d'être vue sous sa vraie forme sur Terre, elle a développé des bras flasques car elle était incapable de réguler son poids en nageant, cette tâche étant trop difficile à accomplir pour elle sous forme humaine. Après que Tomoatsu lui ait suggéré de faire des flexions de biceps et des pompes contre le mur pour gérer le poids de ses bras, Mero lui donne un récipient rempli d' œufs de saumon en guise de remerciement. Alors que Tomoatsu court chercher plus de frites pour Elfuda, un chien gris est aperçu en train de se diriger vers un magasin voisin. | |                   |                  |                    |                             |
| 4 | "Le chien du baron et le cochon flottant" Translittération : " Danshaku no Inu à Fuyō no Buta " ( japonais :男爵の犬と浮揚の豚)                    | Yusuke Onoda      | Yuki Takabayashi | Yusuke Onoda       | 27 juillet 2024             |
| Tomoatsu et Elfuda vont faire un jogging dans le parc qui se trouve également là où se trouve le portail entre la Terre et l'autre monde. Alors qu'Elfuda se prépare à manger plus de frites, un chien s'approche d'eux, voulant ses frites. Tomoatsu devient trop affectueux en la caressant, et elle se transforme en humaine ; le chien en question, Laika, est en fait un lycanthrope avec la capacité de passer de la forme humaine à la forme de loup-garou. Laika cherche à perdre du poids en raison de la consommation d'une quantité excessive de friandises qui lui ont été offertes. Plus tard, dans une salle de sport locale, Tomoatsu, ainsi que tous ses autres clients, nagent tous dans la piscine de la salle de sport, faisant plus d'exercice. Il rencontre Oku, un orc qui ressemble beaucoup à son patron, Akiho, bien que sous une forme humanoïde ressemblant à un cochon. Comme les orcs ne sont jamais connus pour être en forme dans son monde, Oku est venu sur Terre pour en savoir plus sur les régimes et a découvert que l'exercice aquatique fonctionne mieux pour perdre du poids pour une personne de sa taille. Ensuite, à Smiley Boar, Oku s'approche de Tomoatsu, qui a maintenant repris du poids en raison de la fermeture de la piscine du gymnase pour rénovation, et qui a besoin de son aide pour apprendre d'autres méthodes d'exercice. | |                   |                  |                    |                             |
| 5 | "L'impératrice du parc et le dîner démoniaque" Translittération : " Kōen no Nyotei à Yoru no Mashoku " ( japonais :公園の女帝と夜の魔食)           | Ryu Yajima        | Yuki Takabayashi | Ryu Yajima         | 3 août 2024                 |
| Tomoatsu, Elfuda, Kuroeda et Oga sont dans un parc où Oga s'engage positivement avec les enfants. Elle devient rapidement amoureuse de Kobo, un kobold de mauvaise humeur qui a revendiqué le terrain de jeu comme son territoire et exige des bonbons du groupe pour leur permettre de continuer à l'utiliser. Kobo justifie ses actions en déclarant qu'elle a été abandonnée par ses parents et qu'elle essaie simplement de survivre. Cependant, Elfuda observe que son physique suggère le contraire, notant que quelqu'un de vraiment affamé n'aurait pas un tel excès de poids. Lorsqu'elle se retrouve coincée dans un pneu de terrain de jeu après avoir lutté pour esquiver les flèches d'Elfuda, Tomoatsu recommande à Kobo de faire des exercices faciaux et d'adopter une alimentation plus saine. En échange de ces suggestions, Kobo accepte d'honorer sa promesse à Tomoatsu de ne plus se comporter mal. Plus tard, à Smiley Boar, Elfuda remarque la prise de poids de Tomoatsu, ce qui incite Tomoatsu à se lancer dans un régime amaigrissant, qui s'avère inefficace. Il découvre finalement que la source de sa prise de poids était un satyre nommé Satero, qui l'avait hypnotisé pour qu'il mange trop afin de se nourrir de son avarice. Kuroeda et Elfuda interviennent pour l'aider, Elfuda utilisant ses flèches pour retirer de force les vêtements de Satero, la faisant fuir embarrassée. Reconnaissant que les satyres ont un lien fort avec leur proie, Elfuda suggère que tous les êtres mythiques sous la garde de Tomoatsu résident avec lui pour sa protection, tandis que Satero observe à distance près de son appartement. | |                   |                  |                    |                             |
| 6 | "Les os rétrospectifs et le dragon enneigé" Translittération : " Tsuioku no Hone to Rokka no Ryū " ( japonais :追憶の骨と六花の竜)                 | Inconnu           | Inconnu          | Inconnu            | 10 août 2024                |
| Un jour de neige, dans l'appartement de Tomoatsu, Laika ronge un os. Alors qu'elle s'aventure sous le lit de Tomoatsu, elle récupère accidentellement un crâne, ce qui conduit Tomoatsu, Elfuda et Oku à découvrir un squelette entier - une accumulation d'os que Laika a rassemblés au fil du temps. Le squelette se réanime et se présente comme Honeda, une ancienne mage qui a été pendue pour trahison et qui s'est réincarnée en squelette qui a erré sur Terre. En utilisant la magie, elle reconstruit son apparence, ce qui lui donne un physique flasque. Après avoir reçu l'aide de Tomoatsu pour perdre du poids, elle trouve enfin la paix, pour finalement revenir à la vie une fois de plus et rester sur Terre. Plus tard, alors qu'Elfuda et Kuroeda font du jogging, Tomoatsu se précipite au travail ; Elfuda tombe alors sur un corps caché sous la neige. Après l'avoir ramené à l'appartement de Tomoatsu, ils découvrent qu'il s'agit de Gonda, un dragon qui était sorti se promener pour perdre du poids mais qui a succombé à la somnolence dans la neige. Kuroeda propose d'aider Gonda dans ses efforts de perte de poids afin d'obtenir son trésor de dragon. Alors qu'elle s'adonne à des exercices de nage avec les bras avec Tomoatsu, la queue de Gonda émerge de manière inattendue de sa chemise, car Elfuda et Kuroeda cachaient son identité de dragon, ce qui fait que Tomoatsu reste figé sous le choc en raison de sa peur des reptiles. En échange de son adhésion à son programme d'exercices, elle offre à Elfuda et Kuroeda son trésor, qui s'avère être des perles décoratives destinées à un lavabo de toilettes. | |                   |                  |                    |                             |
| 7 | "Pommes de terre de la honte et le poing du Titan" Translittération : " Chijoku no Imo to Taitan no Kyoken " ( japonais :恥辱の芋とタイタンの巨拳) | Toshikatsu Tokoro | Yuki Takabayashi | Shigenori Awai     | 17 août 2024                |
| Pour célébrer sa perte de poids, Elfuda s'offre des frites, mais elle devient la 10 000e cliente du restaurant de hamburgers, remportant en récompense un approvisionnement d'un an en frites. À la grande surprise d'Oga et Kuroeda, Elfuda et Tomoatsu ont pris énormément de poids. Kuroeda détecte un sort magique sur les frites, ce qui amène le groupe à soupçonner que Satero est responsable de la prise de poids, qui apparaît plus tard à l'appartement de Tomoatsu. Jurant de se venger d'avoir été embarrassée lorsqu'elle a été déshabillée devant Tomoatsu, elle a ciblé Elfuda en raison de son penchant pour les frites, ce qui a entraîné l'arrachement de ses vêtements à cause de sa stature flasque. Cependant, Elfuda ne se laisse pas démonter, car elle n'éprouve aucune honte grâce aux massages quotidiens de Tomoatsu. Après qu'Elfuda ait félicité Tomoatsu pour la défaite de Satero, ses vêtements se déchirent également, ce qui incite Satero à fuir à nouveau, embarrassé. Plus tard, Tomoatsu, Elfuda, Oga, Oku et Mero se rendent dans la salle de boxe d'Akiho pour un peu de sparring. Alors qu'Elfuda, Oku et Mero comprennent l'intention, Oga va trop loin, bien que ce soit pour plaisanter. Une grande femme cyclope nommée Hitome arrive à la salle de boxe pour s'entraîner avec le groupe ; elle est jumelée à Oga, car elles partagent des morphologies similaires. Cependant, au lieu de s'engager dans un sparring léger, les deux femmes finissent par se battre à grande échelle. | |                   |                  |                    |                             |
| 8 | "Êtres d'un autre monde et poses super épicées" Translittération : " Isekai Hito to Netsumori no Pōzu " ( japonais :異世界人と熱盛りのポーズ)      | Yusuke Onoda      | Yuki Takabayashi | Yusuke Onoda       | 24 août 2024                |
| Alors que la patronne de Tomoatsu, Akiho, lui montre sa nouvelle tenue de yoga, elle lui tend un dépliant pour un studio de yoga récemment ouvert, "Hot Yoga", qui appartient à une de ses amies, car Tomoatsu s'inquiète du manque de perte de poids de tous ses clients. En raison du nom du studio, les femmes se déshabillent par erreur, croyant qu'il s'agit d'un sauna. Après s'être habillées, Tomoatsu les guide à travers une série de poses de yoga. Pendant ce temps, Satero observe de l'extérieur mais s'enfuit encore une fois, embarrassé par la nature suggestive des poses. Alors que la séance se poursuit, les tensions augmentent avec Elfuda et Kuroeda qui se disputent, tandis qu'Oga et Hitome s'engagent dans un autre combat pour régler leur précédent match d'entraînement ; malgré l'agitation, Honeda reste concentrée et continue sa pratique du yoga. Plus tard, lorsque Gonda entre dans le studio pour explorer le yoga, la peur des reptiles de Tomoatsu le fait s'évanouir une fois de plus. | |                   |                  |                    |                             |
| 9 | "L'élixir de Shota" Translittération : « Shota no Myōyaku » ( japonais :ショタの妙藥)                                                              | Toshikatsu Tokoro | Yuki Takabayashi | Toshikatsu Tokoro  | 31 août 2024                |
| Kuroeda concocte une potion magique déguisée en bouteille de soda et la laisse dans l'appartement de Tomoatsu, destinée à Elfuda. Cependant, lorsque Tomoatsu en prend une gorgée, ses clients découvrent que son corps a rétréci jusqu'à la taille d'un enfant. Elfuda soupçonne Satero d'être impliqué, tandis que Kuroeda, tentant d'échapper à la détection, essaie de se débarrasser des preuves tout en trouvant comment ramener Tomoatsu à sa taille adulte. Quand Oga arrive, son instinct maternel entre en jeu, ignorant qu'il s'agit simplement d'un Tomoatsu rétréci. Tomoatsu a proposé à Oga de faire un cours de cuisine avec elle, auquel Kuroeda se joint, tandis que Kuroeda continue de chercher une solution à son dilemme de potion. Après avoir préparé un ragoût tout en effectuant des levées de jambes arrière, Kuroeda a soif, ce qui incite Elfuda à lui offrir le reste de la bouteille de la potion magique. Ne voulant pas se trahir, Kuroeda verse accidentellement la potion dans les yeux d'Elfuda. Tomoatsu découvre plus tard que Kuroeda a créé une potion de perte de poids défectueuse, qu'elle a préparée pour faciliter le travail de Tomoatsu. Finalement, Tomoatsu retrouve sa taille adulte, mais dans un état de surpoids. | |                   |                  |                    |                             |
| 10 | "Le chien affectueux et la plante rôtie noire" Translittération : " Jōai no Inu à Fukairi no Kusa " ( japonais :情愛の犬と深煎りの草)              | Ryu Yajima        | Yuki Takabayashi | Yoshihide Kuriyama | 7 septembre 2024            |
| Elfuda commande des frites dans un fast-food, que Laika lui vole et s'enfuit. Elle poursuit Laika jusqu'à une boîte contenant un chiot dont Laika s'occupe. Dans un moment de gentillesse, Elfuda décide de partager ses frites avec le chiot affamé, mais le chiot refuse car les frites sont très salées. Plus tard, Elfuda se rend dans un café pour goûter du café allemand, croyant à tort qu'il contient des pommes de terre, pour découvrir qu'elle ne l'aime pas. Elle rencontre ensuite Tomoatsu alors qu'il emmène son rosier fané au magasin de fleurs de Kusahanada pour qu'elle utilise sa magie alraune et fasse revivre la plante. Ensuite, Tomoatsu offre généreusement au groupe un peu de café. Cependant, lorsque Kusahanada prend une gorgée, la fleur sur sa tête se transforme en une dionée attrape-mouche, et sa peau s'assombrit, la faisant ressembler à un gyaru . Pour l'aider à reprendre le contrôle, Kuroeda, Oku, Elfuda et Mero se battent avec elle, mais ils finissent tous par être neutralisés. Tomoatsu se retrouve piégée dans les vignes de Kusahanada et est donnée à manger à son piège à mouches. Quand Elfuda reprend conscience, elle découvre Tomoatsu nue et en pleurs à côté d'un Kusahanada endormi. De retour à la porte d'entrée entre les mondes, une femme vêtue de vêtements ressemblant à ceux d'Elfuda dans son royaume natal sort des portes. | |                   |                  |                    |                             |
| 11 | "Un rêve stagnant" Translittération : " Yasenu Yume " ( japonais :痩せぬ夢)                                                                        | Toshikatsu Tokoro | Yuki Takabayashi | Ryu Yajima         | 14 septembre 2024           |
| Par une journée ensoleillée, Tomoatsu encourage Elfuda à passer la journée avec lui à l'extérieur ; pendant ce temps, une mystérieuse femme masquée est vue en train de les surveiller, léchant un cornet de glace molle. Au Smiley Boar, les clients de Tomoatsu arrivent pour leurs massages prévus malgré un violent orage à l'extérieur. La peur du tonnerre d'Hitome lui fait perdre le contrôle de sa capacité à changer de taille, revenant à sa forme géante d'origine tout en serrant Tomoatsu dans ses bras pour se réconforter. Après avoir fait son massage à Laika, Tomoatsu rencontre la mystérieuse femme sur le chemin du retour. Alors qu'ils discutent en privé, Elfuda arrive avec son arbalète à la main, exigeant que la femme retire son masque. À sa grande surprise, elle se révèle être Oeda, la tante d'Elfuda et mentor de combat, qui est venue sur Terre pour la ramener dans leur univers. Dégoûtée par la quantité de poids qu'Elfuda a pris, Oeda décide de rester avec elle dans l'appartement de Tomoatsu afin qu'Elfuda perde du poids comme Oeda le souhaite. Elle soumet Elfuda à un régime amaigrissant sévère avec un petit-déjeuner maigre, apparemment au grand dam de Tomoatsu. | |                   |                  |                    |                             |
| 12 | "Le soldat costaud et les restes d'un rêve" Translittération : " Kinkotsu no Hei to Yume no Ato " ( japonais :筋骨の兵と夢の跡)                    | Toshikatsu Tokoro | Yuki Takabayashi | Toshikatsu Tokoro  | 21 septembre 2024           |
| Oeda fait entreprendre à Elfuda des activités physiques supplémentaires exigeantes telles que des pompes, des séances de sauna et des squats en rondins. Quand Elfuda s'éclipse pour essayer de manger plus de frites, on lui demande de manger un seul morceau de brocoli pour le dîner à la place. Le lendemain, Tomoatsu donne à Elfuda une bouteille d'eau fatiguée avant qu'Oeda ne lui fasse pratiquer l'épée. Finalement, Elfuda s'effondre d'épuisement, ce qui incite Tomoatsu à intervenir et à affronter Oeda, affirmant qu'Elfuda est son patient et qu'il porte la responsabilité de sa perte de poids, car il pense que le régime actuel d'Oeda est beaucoup trop excessif. Après une tentative infructueuse de dissuader Tomoatsu en lui balançant son épée, Elfuda revient aux côtés de Tomoatsu pour défendre ses propres objectifs de perte de poids tout en continuant à travailler avec lui. Émue par sa détermination, Oeda abandonne son contrôle et laisse Elfuda aux soins de Tomoatsu, tentant de retourner dans son propre monde à travers le portail du parc, mais elle ne peut pas revenir en raison d'une consommation excessive de glaces molles. Par la suite, Kuroeda rejoint le groupe et Elfuda affiche fièrement sa silhouette élancée nouvellement atteinte. Elle reçoit ensuite un coupon pour des frites de Kuroeda, ce qui l'incite à commander une portion de taille géante. Sur le terrain de jeu, Kobo essaie de vendre une gemme turquoise à Hitome, mais Oga réapparaît et continue leur combat. De retour à l'appartement de Tomoatsu, Gonda demande de la chaleur à Kuroeda, qui refuse, ce qui conduit Gonda à utiliser sa voix sonore pour souffler les vêtements de Kuroeda et Oeda ; elle utilise finalement la douche de Tomoatsu pour se réchauffer. Le combat qui s'ensuit entre Hitome et Oeda se termine également par des vêtements déchirés ; un sort similaire arrive à Kobo lorsqu'elle tente d'intervenir. Ils arrivent tous nus à l'appartement de Tomoatsu, ce qui surprend Elfuda, qui, après avoir craqué pour les frites géantes, a repris tout son poids. Elle sollicite une fois de plus l'aide de Tomoatsu pour atteindre ses objectifs de perte de poids.                                                          | |                   |                  |                    |                             |
| 13 (OVA) | "L'île aux bourrelets" Translittération : " Hami Niku no Shima " ( japonais :ハミ肉の島)                                                           | Toshikatsu Tokoro | Yuki Takabayashi | Toshikatsu Tokoro  | 4 octobre 2024              |
| Akiho invite Tomoatsu et ses clients sur une île isolée pour une journée à la plage. Cela inclut même Satero, sous sa forme d'employée de fast-food, qui a été amenée avec elle après avoir été capturée dans l'appartement de Tomoatsu. Kuroeda tente de mettre une chambre à air, mais elle ne peut pas la remonter au-delà de ses grosses fesses. Oga fait des châteaux de sable avec Kobo, lorsque Kusahanada et Hitome arrivent, empiétant sur son territoire de mère. Au sommet d'une falaise voisine, Mero saute dans l'eau mais se noie. Honeda saute pour la sauver mais fait face au même sort. Tomoatsu enseigne à Oeda, Kuroeda et Elfuda comment utiliser une planche de stand-up paddle, lorsque toutes leurs planches sont renversées. Laika suit un crabe dans le sable, lorsqu'une tentacule de calmar sort du sol. Elle l'attrape et est entraînée la tête la première dans le sable avec Mero et Honeda également entraînés. Les tentacules attirent ensuite Gonda, qui flottait sur une chambre à air sur l'eau. Oga et Hitome organisent un match de sumo pour régler leur rivalité jusqu'à ce que Tomoatsu les appelle pour un barbecue, ce qui conduit à une trêve temporaire. À la table du barbecue, une large sélection de fruits de mer est disponible, tandis que Tomoatsu cherche quelqu'un pour préparer le calmar. Satero se porte volontaire pour aider, mais son maillot de bain se déchire, la faisant revenir de manière embarrassante à sa forme de satyre. Un kraken émerge, capturant Oku, Mero et Honeda dans ses tentacules. Elfuda, Oeda, Oga, Hitome, Laika et Kuroeda unissent leurs forces pour le combattre, mais leurs efforts s'avèrent inefficaces face à la taille de la créature. Gonda, réalisant que le kraken était là pour gâcher l'expérience de plage de tout le monde, l'attaque avec colère avec un souffle de dragon enflammé, brûlant par inadvertance les maillots de bain de tout le monde dans le processus. Laika, Kobo et Kusahanada regardent le kraken se retirer dans le soleil couchant tandis qu'Elfuda s'occupe de Tomoatsu, qui est figé sous le choc après avoir été témoin de l'attaque de Gonda. Akiho, qui s'est endormie plus tôt, rêve de Tomoatsu, tandis que le haut de son maillot de bain se déchire. | |                   |                  |                    |                             |
| 14 (OVA) | "Calories Lovers" Translittération : « Karorī Ravāzu » ( japonais :カロリーラヴァーズ)                                                             | Toshikatsu Tokoro | Yuki Takabayashi | Toshikatsu Tokoro  | 19 octobre 2024             |
| Dans un décor alternatif de comédie romantique au lycée, Tomoatsu se rend à l'école avec Elfuda et Kuroeda, qui s'occupe de lui pendant que sa mère est absente. Mero arrive et retourne les jupes des filles. Kusahanada, Oku et Honeda rejoignent le groupe peu de temps après. Laika, Satero et Hitome, qui porte Gonda, courent, mais trébuchent et tombent sur Tomoatsu, exposant leurs culottes. Toutes les filles finissent par se disputer pour savoir qui passera la nuit chez Tomoatsu avant de s'enfuir ensemble à l'école en réalisant qu'elles sont en retard. Dans la salle de classe, leur professeur, Oeda, entre et séduit immédiatement Tomoatsu devant les filles. Par la suite, Tomoatsu heurte accidentellement Kusahanada, qui portait un seau d'eau, le renversant sur elle et révélant ses seins sous son uniforme, à qui Tomoatsu offre sa veste pour la couvrir. Jaloux, Mero, Laika, Hitome et Oku se renversent également de l'eau sur eux-mêmes dans l'espoir de partager la veste de Tomoatsu. Plus tard, derrière l'école, Tomoatsu trouve Kuroeda en train de donner de la viande de bœuf séchée à un chien. Elle lui offre un morceau de viande séchée, avant d'être retrouvée par Elfuda. De retour en classe, Tomoatsu demande ouvertement pourquoi les filles se comportent de manière coquette envers lui, ce qui incite les filles à avouer leurs sentiments, Elfuda lui rappelant qu'il a promis d'épouser l'une d'elles dans le futur quand elles étaient enfants. Soudain, Oga, la mère de Tomoatsu, fait irruption par la fenêtre, avertissant tout le monde qu'un nouveau complément alimentaire a transformé le reste du monde en zombies, transformant la comédie romantique en un cadre de survie zombie appelé "Calories of the Dead". Tout est le résultat d'un cauchemar que vit Tomoatsu, avec Satero qui traîne à proximité. Kuroeda la repère, ce qui conduit à une confrontation. Satero agrandit les fesses de Kuroeda tandis que Kuroeda force Satero à imaginer une Tomoatsu romantiquement nue, ce qui entraîne une explosion de mana. Elfuda se réveille et trouve Kuroeda et Satero tous deux nus et assommés, à côté d'une Tomoatsu endormie.                                                                               | |                   |                  |                    |                             |

## Œuvres
Édition japonaise
1. ↑  (ja) « エルフさんは痩せられない。（1） », sur Wani Books (consulté le 3 janvier 2024).
2. ↑  (ja) « エルフさんは痩せられない。 第1巻 », sur Akita Shoten (consulté le 3 janvier 2024).
3. ↑  (ja) « エルフさんは痩せられない。（2） », sur Wani Books (consulté le 3 janvier 2024).
4. ↑  (ja) « エルフさんは痩せられない。 第2巻 », sur Akita Shoten (consulté le 3 janvier 2024).
5. ↑  (ja) « エルフさんは痩せられない。（3） », sur Wani Books (consulté le 3 janvier 2024).
6. ↑  (ja) « エルフさんは痩せられない。 第3巻 », sur Akita Shoten (consulté le 3 janvier 2024).
7. ↑  (ja) « エルフさんは痩せられない。（4） », sur Wani Books (consulté le 3 janvier 2024).
8. ↑  (ja) « エルフさんは痩せられない。 第4巻 », sur Akita Shoten (consulté le 3 janvier 2024).
9. ↑  (ja) « エルフさんは痩せられない。（5） », sur Wani Books (consulté le 3 janvier 2024).
10. ↑  (ja) « エルフさんは痩せられない。 第5巻 », sur Akita Shoten (consulté le 3 janvier 2024).
11. ↑  (ja) « エルフさんは痩せられない。（6） », sur Wani Books (consulté le 3 janvier 2024).
12. ↑  (ja) « エルフさんは痩せられない。 第6巻 », sur Akita Shoten (consulté le 3 janvier 2024).
13. ↑  (ja) « エルフさんは痩せられない。（7） », sur Wani Books (consulté le 3 janvier 2024).
14. ↑  (ja) « エルフさんは痩せられない。 第7巻 », sur Akita Shoten (consulté le 3 janvier 2024).
15. ↑  (ja) « エルフさんは痩せられない。 第8巻 », sur Akita Shoten (consulté le 3 janvier 2024).
16. ↑  (ja) « 新・エルフさんは痩せられない。 第1巻 », sur Akita Shoten (consulté le 3 janvier 2024).
17. ↑  (ja) « 新・エルフさんは痩せられない。 第2巻 », sur Akita Shoten (consulté le 3 janvier 2024).
18. ↑  (ja) « 新・エルフさんは痩せられない。 第3巻 », sur Akita Shoten (consulté le 3 janvier 2024).

Édition française
1. 1 2  « 50 nuances de gras - L'elfe qui aimait trop les frites Tome 1 », sur Doki-Doki (consulté le 3 janvier 2024).
2. 1 2  « 50 nuances de gras - L'elfe qui aimait trop les frites Tome 2 », sur Doki-Doki (consulté le 3 janvier 2024).
3. 1 2  « 50 nuances de gras - L'elfe qui aimait trop les frites Tome 3 », sur Doki-Doki (consulté le 3 janvier 2024).
4. 1 2  « 50 nuances de gras - L'elfe qui aimait trop les frites Tome 4 », sur Doki-Doki (consulté le 3 janvier 2024).
5. 1 2  « 50 nuances de gras - L'elfe qui aimait trop les frites Tome 5 », sur Doki-Doki (consulté le 3 janvier 2024).
6. 1 2  « 50 nuances de gras - L'elfe qui aimait trop les frites Tome 6 », sur Doki-Doki (consulté le 24 janvier 2024).
7. 1 2  « 50 nuances de gras - L'elfe qui aimait trop les frites Tome 7 », sur Doki-Doki (consulté le 24 janvier 2024).
8. 1 2  « 50 nuances de gras - L'elfe qui aimait trop les frites Tome 8 », sur Doki-Doki (consulté le 23 mars 2024).